# Бурлаченко, Валерий Иванович
Вале́рий Ива́нович Бурлаче́нко (род. 5 июля 1970, Волгоград, СССР) — советский и российский футболист, защитник и полузащитник; тренер.

## Клубная карьера
Начал играть в 1988 году в Камышине, в местном «Текстильщике». Затем перешёл в «Звезду» из Городища, а уже оттуда попал в «Ротор». Именно в волгоградском клубе провёл лучшие годы игровой карьеры, являлся ключевым защитником команды. Также выступал за «Рубин», «Сокол», липецкий «Металлург», «Светотехнику». В 2004 году завершил карьеру.
В Премьер-лиге провёл 167 игр (забил 4 мяча), в Кубке УЕФА — 10 игр, в Кубке Интертото — 5.

## Тренерская карьера
В 2006 году возглавлял «Ротор». В 2009 году привёл «Волгоград» к бронзовым медалям первенства зоны «Юг» Второго дивизиона. С 2011 года — вновь главный тренер «Ротора». В 2012 году завоевал с клубом золотые медали зоны «Юг», тем самым обеспечив выход «Ротора» в ФНЛ. С 2014 года входил в тренерский штаб «Газовика». 4 июня 2015 года возглавил саратовский «Сокол».
14 января 2017 года был назначен главным тренером клуба ПФЛ «Чайка» (село Песчанокопское). 5 ноября 2017 года отправлен в отставку.
С 31 мая 2018 по 4 июня 2019 года входил в тренерский штаб «Ротора».
С октября 2019 года — старший тренер «Нижнего Новгорода», с июня 2021 года — главный тренер молодёжной команды. С 2024 года — главный тренер команды «Пари НН-2», созданной для участия во Второй лиге.

## Достижения

### Клубные
- Серебряный призёр чемпионата России (2): 1993, 1997
- Бронзовый призёр чемпионата России: 1996
- Финалист Кубка России: 1994/95
- Финалист Кубка Интертото: 1996
- Победитель Первой лиги СССР: 1991
- Бронзовый призёр Первого дивизиона: 1999
- Победитель Второго дивизиона (2): 2001 (зона «Центр»), 2002 (зона «Поволжье»)

### Тренерские
- Бронзовый призёр Второго дивизиона: 2009 (зона «Юг»)
- Победитель Второго дивизиона: 2011/12 (зона «Юг»)

## Тренерская статистика
| Команда          | Сезон            | Показатели | Показатели | Показатели | Показатели | Показатели | Показатели |
| Команда          | Сезон            | М          | В          | Н          | П          | Мячи       | Очки       |
| ---------------- | ---------------- | ---------- | ---------- | ---------- | ---------- | ---------- | ---------- |
| Ротор            | 2006             | 34         | 18         | 4          | 12         | 66−51      | 56,9 %     |
| Ротор            | 2011/12          | 37         | 26         | 7          | 4          | 70−18      | 76,6 %     |
| Ротор            | 2012/13          | 37         | 13         | 9          | 15         | 33−31      | 43,2 %     |
| Ротор            | 2013/14          | 5          | 2          | 1          | 2          | 7−4        | 46,7 %     |
| Ротор            | Итого            | 113        | 59         | 21         | 33         | 176−104    | 58,4 %     |
| Волгоград        | 2009             | 11         | 7          | 4          | 0          | 21−9       | 75,7 %     |
| Сокол            | 2015/16          | 12         | 8          | 2          | 2          | 22−9       | 72,2 %     |
| Всего за карьеру | Всего за карьеру | 136        | 74         | 27         | 35         | 219−122    | 59,9 %     |